# Região Geográfica Intermediária de Fortaleza
A Região Geográfica Intermediária de Fortaleza é uma das seis regiões intermediárias do estado brasileiro do Ceará e uma das 134 regiões intermediárias do Brasil, criadas pelo Instituto Brasileiro de Geografia e Estatística (IBGE) em 2017. É composta por 51 municípios, distribuídos em cinco regiões geográficas imediatas.
Sua população total estimada pelo Instituto Brasileiro de Geografia e Estatística (IBGE) para 1º de julho de 2018 é de 4 976 228 habitantes, distribuídos em uma área total de 30 863,713 km².
Fortaleza é o município mais populoso da região intermediária, além de ser capital do estado, com 2 643 247 habitantes, de acordo com estimativas de 2018 do Instituto Brasileiro de Geografia e Estatística (IBGE).

## Regiões geográficas imediatas
| Região geográfica imediata | Municípios | População Estimativa 2018 | Área (km²) |
| -------------------------- | --- | ------------------------- | ---------- |
| Fortaleza                  | Aquiraz Beberibe Cascavel Caucaia Chorózinho Eusébio Fortaleza Guaiúba Horizonte Itaitinga Maracanaú Maranguape Pacajus Pacatuba Palmácia Paracuru Paraipaba Pindoretama São Gonçalo do Amarante São Luís do Curu | 4 085 830                 | 8 256,037  |
| Itapipoca                  | Amontada Itapipoca Miraíma Trairi Tururu Umirim Uruburetama | 298 021                   | 5 034,955  |
| Redenção-Acarape           | Acarape Aracoiaba Aratuba Barreira Baturité Capistrano Guaramiranga Itapiúna Mulungu Ocara Pacoti Redenção | 230 768                   | 3 589,443  |
| Canindé                    | Boa Viagem Canindé Caridade Itatira Madalena Paramoti | 207 272                   | 9 202,519  |
| Itapajé                    | Apuiarés General Sampaio Itapajé Irauçuba Pentecoste Tejuçuoca | 154 337                   | 4 780,759  |
| Total                      | 51 | 4 976 228                 | 30 863,713 |